# Polystichum attenuatum
Polystichum attenuatum là một loài thực vật có mạch trong họ Dryopteridaceae. Loài này được Tagawa & Z. Iwats. miêu tả khoa học đầu tiên năm 1968.